# Greg Polis
Gregory Linn Polis (* 8. August 1950 in Westlock, Alberta; † 18. März 2018 in Victoria, British Columbia) war ein kanadischer Eishockeyspieler, der im Verlauf seiner aktiven Karriere zwischen 1966 und 1981 unter anderem 622 Spiele für die Pittsburgh Penguins, St. Louis Blues, New York Rangers und Washington Capitals in der National Hockey League auf der Position des linken Flügelstürmers bestritten hat. Im Verlauf seiner Karriere nahm Polis dreimal am NHL All-Star Game teil und wurde 1973 als wertvollster Spieler der Partie ausgezeichnet.

## Karriere
Polis verbrachte seine Juniorenzeit zwischen 1966 und 1970 bei den Estevan Bruins, mit denen er in der Canadian Major Junior Hockey League bzw. Western Canada Hockey League aktiv war. Der Flügelstürmer bestritt über einen Zeitraum von vier Jahren insgesamt 276 Partien für das Team, in denen er 366 Scorerpunkte erzielte. Dies bescherte ihm in den Jahren 1969 und 1970 – als er jeweils auf dem zweiten Rang der Scorerwertung platziert war – die Wahl ins First All-Star Team der WCHL. Seinen größten Erfolg feierte er jedoch bereits am Ende der Saison 1967/68 mit den Bruins, als die Mannschaft erstmals den President’s Cup gewann und anschließend am Memorial Cup teilnahm. Insbesondere aufgrund seiner Leistungen der zurückliegenden zwei Spielzeiten wurde Polis im NHL Amateur Draft 1970 bereits an siebter Gesamtposition von den Pittsburgh Penguins aus der National Hockey League ausgewählt.
Mit Beginn der Saison 1970/71 verstärkte der Kanadier die Penguins und gehörte in den folgenden dreieinhalb Jahren fest zum Stammkader des Teams. In jeder seiner ersten drei Spieljahre in der Liga wurde Polis zudem für das NHL All-Star Game nominiert, bei dessen Austragung im Jahr 1973 er dank seiner zwei Treffer zum Most Valuable Player gekürt wurde. Im Verlauf der Spielzeit 1973/74 wurde der Angreifer gemeinsam mit Bryan Watson und einem Zweitrunden-Wahlrecht im NHL Amateur Draft 1974 an die St. Louis Blues abgegeben. Diese erhielten im Gegenzug Steve Durbano, Ab DeMarco junior und J. Bob Kelly. Polis’ Zeit in St. Louis währte allerdings nur eine halbe Spielzeit bzw. 37 Spiele, da sich die Blues bereits nach sieben Monaten im August 1974 wieder von ihrer Neuverpflichtung trennten.
Im Tausch für Larry Sacharuk und einem Erstrunden-Wahlrecht im NHL Amateur Draft 1977 landete der Offensivspieler bei den New York Rangers. Im Trikot der Rangers gelang es Polis trotz anfänglicher Probleme schnell Fuß zu fassen. Er bestritt drei weitere Spieljahre in der NHL, in denen er stets an die 40-Punkte-Marke heranreichte. Erst im Verlauf der Saison 1977/78 begannen Verletzungen dem 27-Jährigen zuzusetzen. Die Rangers blieben jedoch bis zum Januar 1979 geduldig, obwohl der Stürmer über einen Zeitraum von zwei Jahren nur 53 Partien bestritt– davon zehn für das Farmteam New Haven Nighthawks in der American Hockey League. Über die Waiverliste kam Polis so zu den Washington Capitals. Dort absolvierte er im Verlauf der Spielzeit 1979/80 seine letzten NHL-Spiele, bevor er in der Saison 1980/81 in Diensten des Kooperationspartners Hershey Bears aus der AHL seine aktive Karriere im Alter von 30 Jahren für beendet erklärte.
Polis verstarb im März 2018 im Alter von 67 Jahren an den Folgen einer Krebserkrankung in Victoria in der Provinz British Columbia. Seine Beisetzung fand in Dapp nahe seinem Geburtsort Westlock in der Provinz Alberta statt.

## Erfolge und Auszeichnungen
| - 1968 President’s-Cup-Gewinn mit den Estevan Bruins - 1969 WCHL First All-Star Team - 1970 WCHL First All-Star Team - 1971 Teilnahme am NHL All-Star Game | - 1972 Teilnahme am NHL All-Star Game - 1973 Teilnahme am NHL All-Star Game - 1973 Most Valuable Player des NHL All-Star Game |

## Karrierestatistik
(Legende zur Spielerstatistik: Sp oder GP = absolvierte Spiele; T oder G = erzielte Tore; V oder A = erzielte Assists; Pkt oder Pts = erzielte Scorerpunkte; SM oder PIM = erhaltene Strafminuten; +/− = Plus/Minus-Bilanz; PP = erzielte Überzahltore; SH = erzielte Unterzahltore; GW = erzielte Siegtore; 1 Play-downs/Relegation; Kursiv: Statistik nicht vollständig)